# Kenya aux Jeux olympiques d'été de 1992
L'équipe olympique du Kenya a remporté 8 médailles (2 en or, 4 en argent, 2 en bronze) lors de ces Jeux olympiques d'été de 1992 à Barcelone, se situant à la 22e place des nations au tableau des médailles.
L'athlète  Patrick Sang est le porte-drapeau d'une délégation kényane comptant 49 sportifs (40 hommes et 9 femmes).

## Liste des médaillés kényans

### Médailles d'Or
| Sport              | Discipline               | Sportifs      | Performance |
| Médailles d'or : 2 |                          |               |             |
| Athlétisme         | 800 mètres (H)           | William Tanui |             |
| Athlétisme         | 3 000 mètres steeple (H) | Matthew Birir |             |

### Médailles d'Argent
| Sport                  | Discipline               | Sportifs        | Performance |
| Médailles d'argent : 4 |                          |                 |             |
| Athlétisme             | 800 mètres (H)           | Nixon Kiprotich |             |
| Athlétisme             | 5 000 mètres (H)         | Paul Bitok      |             |
| Athlétisme             | 10 000 mètres (H)        | Richard Chelimo |             |
| Athlétisme             | 3 000 mètres steeple (H) | Patrick Sang    |             |

### Médailles de Bronze
| Sport                   | Discipline               | Sportifs       | Performance |
| Médailles de bronze : 2 |                          |                |             |
| Athlétisme              | 400 mètres (H)           | Samson Kitur   |             |
| Athlétisme              | 3 000 mètres steeple (H) | William Mutwol |             |

## Engagés kényans par sport

### Athlétisme
| Hommes | Femmes |
| --- | --- |
| 100 mètres - Kennedy Ondiek 200 mètres - Kennedy Ondiek - Simeon Kipkemboi 400 mètres - Samson Kitur, Médaille de bronze - Simon Kemboi - David Kitur 800 mètres - William Tanui, Médaille d'or - Nixon Kiprotich, Médaille d'argent - Paul Ereng 1 500 mètres - Joseph Chesire, 4e - Jonah Birir, 5e - David Kibet, 10e 5 000 mètres - Paul Bitok, Médaille d'argent - Yobes Ondieki, 5e - Dominic Kirui, 14e 10 000 mètres - Richard Chelimo, Médaille d'argent - William Koech, 7e - Moses Tanui, 8e Marathon : - Boniface Merande, 14e - Douglas Wakiihuri, 36e - Ibrahim Hussein, 37e 400 Mètres haies - Barnabas Kinyor - Erick Keter - Gideon Yego 3 000 mètres steeple - Matthew Birir, Médaille d'or - Patrick Sang, Médaille d'argent - William Mutwol, Médaille de bronze 4 x 400 mètres - Samson Kitur, Abednego Matilu, Simeon Kipkemboi, Simon Kemboi et David Kitur Saut en Longueur - James Sabulei, 33e - Benjamin Koech, 36e | 800 mètres - Gladys Wamuyu 1 500 mètres - Susan Sirma 3 000 mètres - Esther Kiplagat - Jane Ngotho - Pauline Konga 10 000 mètres - Helen Kimaiyo, 9e - Tegla Loroupe, 17e - Lydia Cheromei Marathon - Pascaline Wangui, 28e |